# Alfons Van Achten
Franciscus Alphonsius (Alfons) Van Achten (Wakkerzeel-Werchter, 10 augustus 1903 - Leuven, 15 december 1979) was een Belgische atleet, die gespecialiseerd was in de middellange afstand. Hij veroverde één Belgische titel.

## Biografie
Van Achten begon in 1921 met atletiek. Hij sloot zich aan bij Stade Leuven en liep enkele veldlopen. Het jaar nadien stapte hij over naar de piste. Hij werd in 1923 Belgisch kampioen op de 1500 m. Het jaar nadien veroverde hij zowel op de 800 m als op de 1500 m brons op de Belgische kampioenschappen. Hij verbeterde ook het Belgisch record op de 1000 m. Op de kampioenschappen van 1925 eindigde hij op de 1500 m enkele meters na Leon Fourneau, die daarbij het Belgische record van François Delloye verbeterde. 
Nadien stapte Van Achten over naar Union Sint-Gillis. Met die club veroverde hij verschillende Belgische titels op de aflossingen. Op de Belgische kampioenschappen van 1936 behaalde hij een zilveren medaille op de 800 m.
In 1939 richtte hij samen met enkele anderen Leuven Atletiek Club op. Hij organiseerde de Grote Prijs Alfons Van Achten. In 1941 werd hij gevierd voor twintig jaar atletiek.
In 1926 probeerde Van Achten, die samen met zijn broer een fietshandel had in Wakkerzeel, het ook als wielrenner bij Leuven Sportief. Hij werd ook organisator van wielerwedstrijden. Hij ontwierp een fiets voor Poes Scherens. In 1934 nam hij als fietsconstructeur van het merk Poes Scherens met een ploeg deel aan de Ronde van Vlaanderen.

## Belgische kampioenschappen
| Onderdeel | Jaar |
| --------- | ---- |
| 1500 m    | 1923 |

## Persoonlijk record
| Onderdeel | Prestatie      | Datum | Plaats |
| --------- | -------------- | ----- | ------ |
| 1000 m    | 2.37,0 (ex-NR) | 1924  |        |

## Palmares

### 800 m
- 1924:  BK AC
- 1936:  BK AC – 2.00,0

### 1500 m
- 1923:  BK AC – 4.18,5
- 1924:  BK AC
- 1925:  BK AC
- 1927:  BK AC